# 전한 애제
한 효애황제 또는 전한 애제(漢 孝哀皇帝 劉欣, 기원전 25년 – 기원전 1년 8월 15일)은 중국 한나라의 황제이다. 그는 자녀가 없던 삼촌 성제에 의해 후계자로 지명되어 20세에 즉위했으며, 기원전 7년부터 기원전 1년까지 재위했다.
백성들과 관리들은 처음에 그를 총명하고, 말솜씨가 뛰어나며, 유능하다고 보았기 때문에 그의 즉위를 반겼다. 그러나 애제 치세에는 부패가 더욱 만연하고 백성들에게 무거운 세금이 부과되었다. 더욱이 애제는 할아버지이자 선대의 아버지인 원제의 첩이었던 할머니 소의 부씨에게 고도로 통제당했다. 소의 부씨는 이전에는 황후가 아니었음에도 불구하고 태황태후 칭호를 요구했고, 이로 인해 전례 없고 반복되지 않는 네 명의 여인(원제의 아내이자 성제의 어머니인 왕정군 황태후, 성제의 아내인 폐후 조씨 황태후, 소의 부씨, 애제의 어머니인 정희)이 동시에 황태후 칭호를 갖는 상황이 초래되었다. 소의 부씨의 정치적 통제는 기원전 2년 2월 그녀가 사망할 때까지 계속되었다.
애제 재위 기간 동안 그는 성제 치세에 강력했던 왕씨 일족(왕황태후의 일족)의 권력을 상당 부분 박탈하고 그 자리에 부씨와 정씨 일족을 배치했다(아이러니하게도 이는 처음에 왕씨 일족을 탐탁지 않게 여겼던 백성들이 왕씨의 권력 이탈을 애제의 행정 무능과 연관시키면서 왕씨의 복귀를 갈망하게 만들었다).
인기가 없는 행동으로, 애제는 자신을 비판한 수상 왕가(王嘉, 위에서 언급된 왕씨 일족과 무관함)를 사형에 처했는데, 이는 그를 폭군으로 보이게 했다. 애제의 단점은 백성들의 정부에 대한 사기를 급격히 저하시켰고, 기원전 1년 애제가 사망한 후 왕망이 반발로 권력을 장악하게 되었다.
많은 사람들은 애제를 한나라의 가장 과시적인 동성애자 황제로 여겼지만, 한나라에는 남성 애인을 두었던 황제들이 많았다. 전통적인 역사가들은 애제와 동현의 관계를 동성애 연인 관계로 특징지었고, 오후에 같은 침대에서 낮잠을 자다가 잠이 든 동현을 방해하지 않기 위해 애제가 침대에서 나와야 했을 때 소매를 잘랐다는 이야기에서 따와 그들의 관계를 "단수지벽(斷袖之癖)"이라고 불렀다. 애제 재위 기간 동안 관리들은 황제의 총애에 따른 약속을 알게 되었고, 매우 화려하게 옷을 입기 시작했다. 아이러니하게도 동현은 상대적으로 검소함으로 유명했으며, 관계의 일환으로 점진적으로 더 높은 직책을 받았고, 결국 애제 사망 시에는 무장군의 최고 사령관이 되었다. 동현은 나중에 자살을 강요당했다.
애제는 또한 고대 중국의 동성애를 다룬 중국 역사 문학선인 Duanxiupian(断袖篇)에서 영향력 있는 인물이 되었다. 또한 애제는 중국 대중문화, 특히 온라인 단메이 작품에서 중요한 인물이다. 그를 언급하는 온라인 문학은 진장 문학성과 같은 웹사이트에서 등장하고 있다.

## 가족 배경 및 정도왕으로서의 어린 시절
애제는 당시 재위 중이던 성제의 형제이자 원제의 아들인 정도왕 유강과 그의 첩 정희 사이에서 기원전 25년, 아마도 정도왕의 봉국(대략 현대 산둥 허쩌시)에서 태어났다. 태어날 때부터 그는 친어머니가 아니라 지배적인 친할머니 소의 부씨에 의해 길러졌다. 유강은 기원전 23년 9월 또는 10월에 사망했으며, 두 살 된 유신은 정도왕이 되었다.
기원전 9년, 당시 18세이던 유신 왕자는 수도 장안을 공식 방문했을 때 삼촌 성제를 감동시켰다. 그는 자신의 봉국에서 세 명의 핵심 관리(자신의 스승, 재상, 수도 방위군 사령관)를 대동했고, 자신의 의견으로는 그들을 데리고 와야 하고 그럴 수 있는 적절한 법적 규정을 인용했다(왕자들은 보통 스승만 데리고 오는 것이 관례였다). 그는 또한 시경이라는 유교 고전에 대한 분명한 이해를 보여 성제를 더욱 감동시켰다. 그 당시 아들이 없던 성제는 동생인 중산군의 왕 유흥 또는 조카 유신 왕자를 자신의 후계자로 삼을지 고려하기 시작했다. 성제는 유신 왕자가 더 유능하다고 확신했고, 동시에 유신 왕자의 할머니 소의 부씨는 성제의 아내 황후 조씨, 그녀의 여동생이자 성제의 총애를 받던 소의 조씨, 성제의 삼촌 왕근에게 푸짐한 선물을 주면서 환심을 샀고, 그리하여 조씨와 왕근 모두 유신 왕자를 칭찬했다. 성제는 따라서 유신 왕자를 자신의 후계자로 삼는 것을 진지하게 고려했다.
기원전 8년, 성제는 몇몇 핵심 관리들을 소집하여 누가 더 적합한 후계자인지 논의했다. 대다수는 성제가 유신 왕자에게 기울고 있음을 보고 그를 추천했는데, 이는 후계자가 없을 때 형제의 자녀를 자신의 아들이자 후계자로 입양해야 한다는 일반적인 계승 규칙을 인용했다. 한 관리는 유흥 왕자가 황제와 더 가까운 혈통이라는 이유로 그를 추천했다. 성제는 이미 마음을 굳힌 상태였고, 그를 황태자 신으로 책봉했다. 유신 왕자는 황태자궁에 거주하는 영예를 거절하며, 황제가 후계자를 낳을 때까지 자신은 황제를 모시기 위해 수도에 있을 뿐이며, 수도에 있는 정도 공관에 머물러야 한다고 말했는데, 이는 겸손을 보여주는 행위로 칭찬받았다.

## 황태자 시절
성제가 유신 왕자를 공식적으로 입양했는지 여부는 곧 큰 논란이 되었다. 성제는 유신 왕자를 황태자로 인정하는 것을 공식적인 입양으로 보았고, 유신 왕자가 이제 자신의 아들이며 더 이상 유강의 아들이 아니라고 믿었다. 기원전 8년 12월 경 성제가 유강의 후계자를 섬기기 위해 사촌을 새로운 정도왕으로 책봉했을 때, 유신 왕자는 자신의 아버지가 계속해서 조상으로 숭배될 것에 감사하며 공식적인 감사 편지를 제출했다. 이에 성제는 유신 왕자가 자신의 친아버지에게 행해진 일에 대해 더 이상 감사해서는 안 된다고 생각하여 크게 불쾌해했다.
성제가 유신 왕자를 오직 자신의 아들로만 여기려는 바람은 유신 왕자의 할머니 소의 부씨와 어머니 정희와의 관계에도 영향을 미쳤다. 성제는 소의 부씨(이제 정도 왕태후)와 정희가 정도에 머물러야 하며 유신 왕자를 방문하기 위해 장안에 오는 것을 허락하지 않는다고 명령했다. 얼마 후 성제의 어머니 왕황태후는 이러한 가혹한 규정을 계속하기를 원치 않아, 소의 부씨가 유신 왕자를 볼 수 있도록 허락해야 한다고 명령했는데, 이는 그녀가 유신 왕자를 길렀으므로 단순히 유모의 역할에 불과하다는 이유에서였다. 그러나 정희는 유신 왕자를 계속 볼 수 없었다.
성제는 기원전 7년 4월 갑자기 사망했는데, 분명히 뇌졸중 때문이었다(비록 역사가들은 소의 조씨가 준 최음제의 과다 복용 가능성도 보고했지만). 황태자 유신은 애제로 즉위했다. 그의 계조모(이자 "법적" 할머니)인 왕황태후는 태황태후가 되었고, 황후 조씨는 황태후가 되었다. 그는 그의 할머니 정도 왕태후 부씨의 사촌 부연(傅晏)의 딸인 부씨를 황후로 책봉했다.

## 황제 시절

### 초기 재위 - 낙관론
20세에 즉위한 애제는 성제가 왕씨 일족의 삼촌들과 사촌들에게 황권을 위임하던 관행을 신속하게 종식시켰고, 국정을 부지런히 다스리는 듯했다. 그는 또한 국고 지출을 크게 줄였다. 관리들과 백성들은 모두 우유부단한 원제와 충동적이고 사치스러웠던 성제의 치세를 거쳐 드디어 유능한 황제가 나타났다고 생각했다.
또한 애제는 유흠에게 중요한 역사 서지 작품인 『칠략(七略)』을 편찬하라고 명령했는데, 이는 중국 역사상 최초의 체계적인 이 분야의 편찬본으로 종종 언급된다.
기원전 7년, 애제의 후원 아래 여러 관리들이 비자발적 노역을 줄이기 위한 중요한 제안을 했다. 왕자들은 노예를 200명으로 제한하고(이전에는 원하는 만큼), 제후와 공주들은 100명으로 제한하며(이전에는 200명), 다른 귀족과 평민들은 30명으로 제한하며(이전에는 100명이었고, 노예는 3년 복무 후 해방될 것이라고 명시되었다)는 내용이었다. 그러나 제안이 유출되자 많은 노예 소유주들이 제안을 보류시키려 했고, 애제는 50세 이상의 노예를 해방하는 제한적인 버전의 제안만 발표했다.

### 낙관론의 붕괴
그러나 정도 왕태후 부씨와 정희의 역할(그리고 애제의 친아버지 유강에게 어떤 사후 명예를 부여할 것인가) 문제는 곧 다시 큰 논란으로 불거졌다. 처음에 왕태황태후는 정도 왕태후 부씨와 정희가 10일마다 주기적으로 그를 만나도록 명령했다. 그러나 정도 왕태후 부씨는 곧 매일 손자를 방문하기 시작했고, 두 가지를 강력히 요구했다. 자신에게 황태후 칭호를 부여하고, 자신의 친척들에게 왕씨처럼 작위를 부여하는 것이었다. 애제가 처한 곤경에 동정심을 느낀 왕태황태후는 처음에 유강에게 전례 없는 "정도공황(定陶共皇)"이라는 칭호를 부여한 다음, 그 칭호에 근거하여 정도 왕태후 부씨에게 "정도공황태후(定陶共皇太后)"라는 칭호를, 정희에게 "정도공황후(定陶共皇后)"라는 칭호를 부여했다. 부씨와 정씨 일족의 여러 구성원들이 제후로 책봉되었다. 왕태황태후는 또한 자신의 부계 조카이자 무장군 사령관인 왕망에게 사임하고 부씨와 정씨에게 권력을 넘기라고 명령했다. 애제는 이를 거절하고 왕망에게 자신의 행정부에 남아달라고 간청했다.
그러나 몇 달 후, 왕망은 이제 부황태후가 된 정도 왕태후 부씨와 직접적으로 대립하게 되었다. 큰 황실 연회에서 좌석을 담당하는 관리가 부황태후의 좌석을 왕태황태후의 좌석 옆에 배치했다. 왕망은 이를 보고 그 관리를 꾸짖고 부황태후의 좌석을 옆으로 옮기라고 명령했는데, 이는 부황태후의 큰 분노를 샀고, 그녀는 연회에 참석하기를 거부했다. 그녀의 분노를 달래기 위해 왕망은 사임했고, 애제는 그의 사임을 승인했다. 왕망이 사임한 후, 왕씨 일족은 점진적으로 그리고 필연적으로 권력을 잃기 시작했다. 부황태후의 지시에 따라 부씨와 정씨가 그 자리를 차지했다.
부황태후는 자신의 열등한 칭호(단지 황태후일 뿐 태황태후가 아니며, "정도"라는 수식어가 붙은 것)에 만족하지 않았다. 그녀의 움직임에 반대했던 몇몇 핵심 관리들은 다른 잘못 없이 평민 신분으로 강등되었는데, 행정부의 최고 세 명의 관리 중 두 명인 재상 공광(孔光)과 총괄 감사 시단(師丹)이 포함되었다. 세 번째 관리인 부황태후의 사촌 부희(傅喜)는 그녀와의 관계에도 불구하고 부황태후의 행동에 반대했으며, 직위에서 해임되어 자신의 영지로 보내졌다.
기원전 6년, 부황태후는 자신의 권력을 더욱 과시하고 동시에 백성들을 애제에게 더욱 실망하게 만들었다. 애제의 사촌이자 중산왕인 유기자(劉箕子, 유흥 왕자의 아들)는 선천성 심장 질환을 앓고 있었고, 그의 할머니이자 왕태후인 풍원(馮媛)은 그의 치료에 신경을 썼고 종종 신들에게 기도하며 그의 치유를 빌었다. 애제는 사촌의 병 소식을 듣고 황실 의사들과 그의 수행원 장유(張由)를 중산군 (대략 현대 허베이 바오딩시)으로 보내 유기자를 치료하게 했다. 그러나 장유는 자신도 정신 질환을 앓고 있었는데, 중산에 도착하자 갑자기 격분하여 그곳을 떠나 장안으로 돌아왔다. 돌아와서 자신의 행동을 설명하라는 명령을 받자, 그는 거짓 이유를 꾸며냈다. 풍원 왕태후가 애제와 부황태후를 저주하기 위해 마법을 사용하고 있다는 것을 발견했다는 것이었다. 부황태후와 풍원 왕태후는 둘 다 원제의 첩이었을 때부터 연적 관계였으며, 부황태후는 이 기회를 이용하여 풍원 왕태후를 공격하기로 결정했다. 그녀는 충성스러운 환관 시립(史立)을 조사관으로 보냈고, 시립은 풍원 왕태후의 친척들(그녀의 여동생 풍습(馮習)과 시누이 군지(君之) 포함)을 상당수 고문하여 일부는 죽음에 이르게 했지만, 여전히 풍원 왕태후에 대한 확실한 증거를 구축할 수 없었다. 시립은 풍원 왕태후에게 누가 실제 조사 배후에 있는지 보여주기로 결정했는데, 당시 풍원 첩이 풀려난 곰으로부터 원제를 방어했던 사건을 언급했다. 부황태후가 조사 배후에 있음을 깨달은 풍원 왕태후는 자신의 궁으로 돌아가 자살했다. 총 17명의 풍씨 일족이 조사 결과 사망했다. 이는 즉시 정치적인 사건으로 간주되었고, 관리들과 백성들은 모두 애제에게 실망하게 되었다.
기원전 5년, 부황태후는 마침내 자신이 원하던 것을 얻었다. 애제는 그의 아버지의 시호에서 "정도"라는 수식어를 제거하여(그를 단순히 "공황제"로 만들었다), 그의 할머니에게는 태황태후 칭호의 변형(태황태후 왕씨의 칭호인 태황태후(太皇太后)와 비교되는 제태태후(帝太太后))을, 그의 어머니에게는 황태후 칭호의 변형(황태후 조씨의 칭호인 황태후(皇太后)와 비교되는 제태후(帝太后))을 부여했으며, 따라서 이제 수도에는 각각 완전한 예산을 가진 네 명의 공식 황태후가 있게 되었다. 그 해 7월 9일, 새로운 정태후가 사망했다.
이 시기 동안, 궁궐 내의 암투 외에도 애제 행정부를 괴롭혔던 것(그의 삼촌 성제의 행정부를 괴롭혔던 것과 다르지 않게)은 좋은 제안이 애제에게 제출되면 그가 개인적으로 승인했지만 실제적인 조치를 취하지 않는 일반적인 상황이었다. 또한 그는 자신과 의견이 다른 관리들을 가혹하게 처벌했는데, 그의 할머니와 어머니의 칭호 문제뿐만 아니라 다른 문제들도 포함되었다. 그는 또한 얼마 후에 이러한 처벌을 종종 번복했는데, 이는 그를 우유부단하게 보이게 했다. 그는 또한 유능하고 정직하다고 본 관리들을 빠르게 승진시키고는, 그 능력이나 정직함이 어떤 식으로든 그를 불쾌하게 하면 즉시 강등시켰다. 그의 성질은 그가 항상 병을 앓았다는 사실과 관련이 있을 수 있지만, 병의 성격은 알려져 있지 않다.

### 동현의 부상

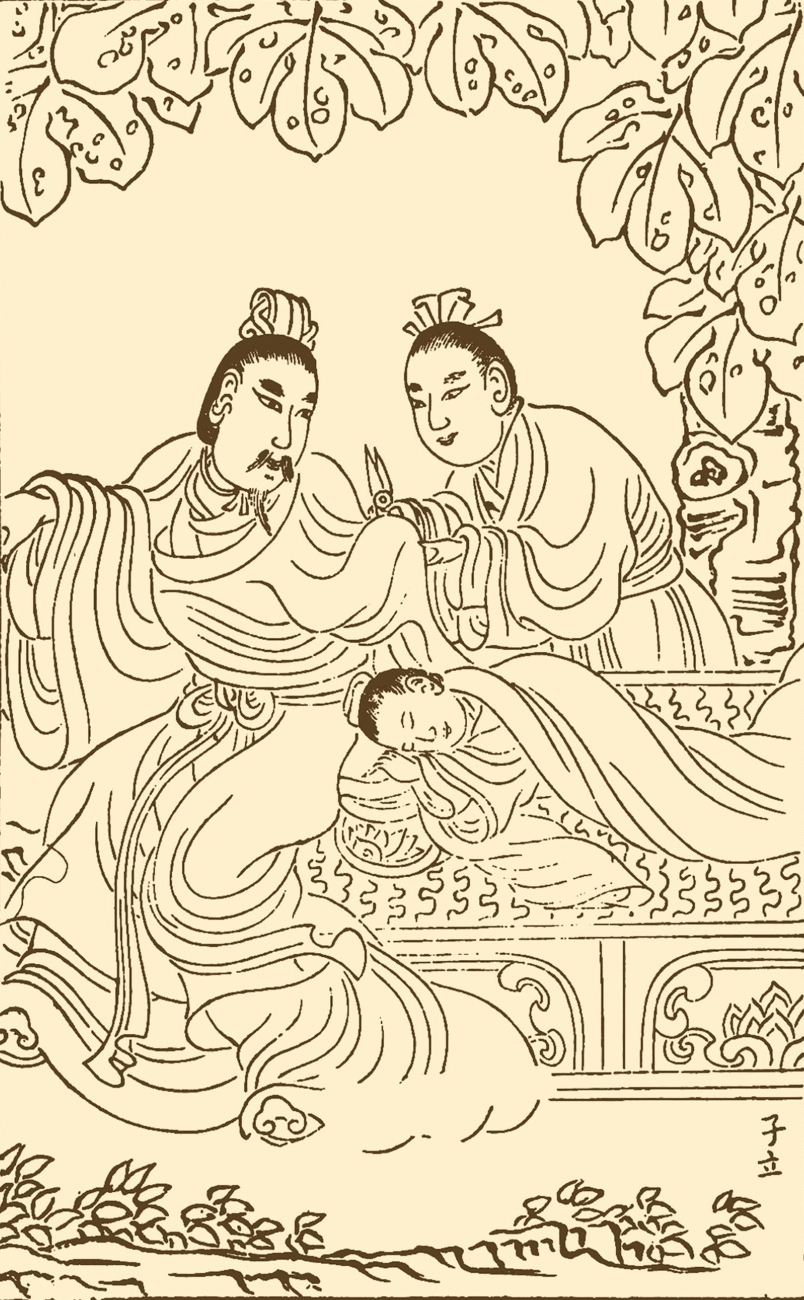
애제는 동현을 깨우지 않기 위해 자신의 소매를 자른다.

기원전 4년경, 애제는 미미한 관리 동현을 총애하기 시작했으며, 역사가들은 대체로 그들이 동성애 관계였다고 믿는다.(p. 44) 두 남자 모두 결혼했지만, 이는 동성애 애정 관계와 상충되는 것으로 보이지 않았는데, 당시 중국 남성들이 여러 성적 관계를 갖는 것이 일반적이었기 때문이다. 애제는 물론 결혼했지만 남성 동반자가 공식 역사에 기록된 황제들의 긴 계보에서 나왔다.
애제는 동현에게 궁정을 놀라게 할 정도로 빠르게 영예를 수여했다.(p. 45) 동현과 그의 아내는 궁궐로 이주했고, 동현의 누이는 궁녀가 되었다. 동현의 아버지는 관내후(關內侯)라는 임시 작위를 받았다. 애제는 또한 동현을 위해 황궁처럼 호화로운 저택을 지으라고 명령했다. 동현에 대한 이러한 영예에 반대하는 모든 자들은 엄하게 처벌받았다.
기원전 3년, 수상 왕가(王嘉)의 반대에도 불구하고 애제는 동현을 고안후(高安侯)로 책봉했다. 다음 해, 왕가는 애제에게 동현에게 부여된 영예를 억제해야 한다고 촉구하는 보고서를 제출했다. 이 보고서는 동현을 염려하는 것처럼 보이기 위해 신중하게 작성되었다. 이는 동현이 문제의 총애를 받던 등통(鄧通)과 같은 운명을 겪을 수 있다고 경고했다. 등통은 문제의 후계자에 의해 재산이 몰수된 후 굶어 죽었다. 또는 무제의 총애를 받던 한언(韓嫣)과 같은 운명을 겪을 수 있다고 경고했다. 한언은 황실 의장을 부적절하게 사용했다는 비난을 받은 후 왕황태후에 의해 처형되었다.
기원전 2년 후반, 왕가가 동현의 영지 확장에 반대하자, 애제는 그를 거짓 죄목으로 고발하고 단식으로 자살하도록 강요했다. 기원전 1년 1월 1일, 동현은 22세(동아시아 나이)에 무장군 사령관이 되었고, 사실상 행정부에서 가장 강력한 관리가 되었다. 동현 일족의 여러 구성원들도 중요한 궁정 관리가 되었고, 기원전 2년 2월 태황태후 부씨가 사망한 후 부씨와 정씨를 대신했다.

## 사망

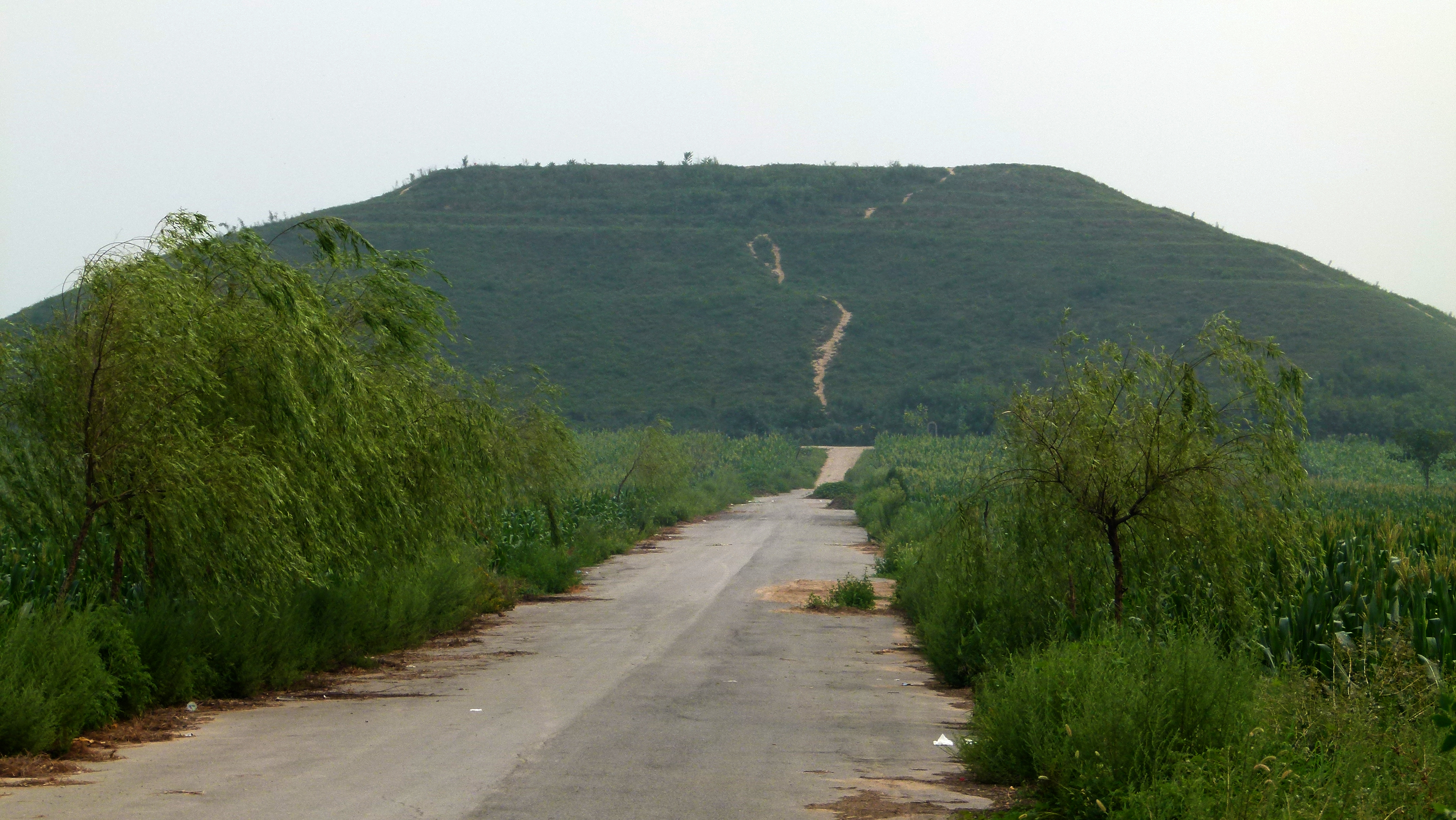
셴양, 산시성에 있는 애제의 무덤 의릉(義陵)

애제는 기원전 1년 8월에 사망했다. 정확한 사망 원인은 불분명하지만, 그는 늘 앓던 질병으로 사망한 것으로 보인다. 애제는 임종 자리에서 자신의 왕위를 동현에게 넘기라고 명령했지만, 이는 황실 고문들에 의해 무시되었다.
태황태후는 즉시 그의 옥새를 압류하고 동현으로부터 권력을 되찾았으며, 왕망을 섭정으로 복귀시켰다. 동현과 그의 아내는 자살을 강요당했다. 애제의 뒤를 공식적으로는 그의 사촌 유기자(유평)가 평제로 계승했지만, 이는 9년 후 왕망이 왕위를 찬탈하기 위한 구실에 불과했다. 애제의 권력 남용은 처음에는 할머니의 영향을 받았고 나중에는 동현에 대한 사랑으로 인해 백성들과 관리들이 왕씨의 복귀를 갈망하게 만들었다.

## 연호
- 건평 (建平) 기원전 6년 ~ 기원전 3년
- 원수 (元壽) 기원전 2년 ~ 기원전 1년[15]

## 배우자
- 효애황후, 부씨 (孝哀皇后 傅氏), 삼종질, 본명 대군(黛君)[16]
- 소의 동씨, 동현의 누나[17]

## 참고 문헌

### 참고 자료
- 한서, 권 11, 80, 99, part 1.
- 자치통감, 권 32, 33, 34, 35.
- Stern, Keith (2009), 〈Ai Ti〉, 《Queers in History》, BenBella Books, Inc.; Dallas, Texas, ISBN 978-1-933771-87-8